# Escañuela
Escañuela – gmina w Hiszpanii, w prowincji Jaén, w Andaluzji, o powierzchni 13,75 km². W 2011 roku gmina liczyła 975 mieszkańców.